# William Hulton
William Hulton (23 octobre 1787  - 30 mars 1864) est un propriétaire terrien anglais, et magistrat qui vit à Hulton Park, dans le comté historique du Lancashire, en Angleterre. Les Hultons sont propriétaires du domaine depuis la fin du XIIe siècle.

## Biographie
William Hulton est le fils de William Hulton et Jane Brooke. Il fait ses études au Brasenose College, Oxford. En 1808, il épouse sa cousine Maria Ford avec qui il a 13 enfants, dont 10 survivent jusqu'à l'âge adulte .
En 1811, il est nommé haut shérif du Lancashire. En cette qualité, il ordonne l'arrestation de 12 hommes, Luddites, pour incendie criminel à Westhoughton Mill, dans le centre-ville de Westhoughton. Quatre des délinquants sont pendus à l'extérieur du Château de Lancaster, dont un garçon âgé de 12 ans. Hulton gagne la réputation d'être dur sur la criminalité et la dissidence politique et en 1819 est fait président corps des magistrats du Lancashire et Cheshire, un corps mis en place pour faire face aux désordres civils, endémiques dans la région . Il est également connétable du château de Lancaster .
En 1819, il convoque la Yeomanry locale pour faire face à une grande foule de St Peter's Square à Manchester qui est réunie pour entendre l'agitateur politique Henry Hunt. Le Yeomanry, à cheval avec les sabres tirés, se fraie un chemin à travers la foule pour rompre le rassemblement et permettre à Hunt d'être arrêté, sur ordre de William Hulton. Quinze personnes sont mortes des suites de blessures causées par le sabre et le mousquet ou par le piétinement, dont 400 à 500 blessées. Cet événement est baptisé le massacre de Peterloo. Hulton est critiqué par la population locale et est obligé de décliner un siège parlementaire sûr qui lui a été offert en 1820 .
Il meurt le 30 mars 1864 à Leamington Priors, dans le Warwickshire, et est inhumé le 5 avril 1864 à Deane, dans le Lancashire.

## Charbon
En tant que propriétaire de Hulton Park, il tire des revenus des mines de charbon situées dans le parc et dans les environs. En 1824, il devient président de la Bolton and Leigh Railway Company, qui organise et construit le premier chemin de fer public du Lancashire. La ligne passe à l'ouest de sa propriété, de Bolton au Canal Leeds-Liverpool à Leigh, ce qui lui permet de livrer son charbon au marché à moindre coût. La ligne est reliée aux chemins de fer de Liverpool et de Manchester en 1830, lui donnant ainsi que d’autres hommes d’affaires locaux un accès au port de Liverpool.
Jusqu'en 1831, Hulton paie ses ouvriers avec des jetons ou des bons d'achat qui ne pouvaient être échangés que dans le magasin de son entreprise, pratique interdite par l'adoption du Truck Act de 1831 . En 1843, Hulton paie à ses ouvriers les salaires les plus bas du Lancashire. Il reste opposé à l’autorisation du droit de réunion et s’oppose farouchement aux mineurs qui se rassemblent dans le but de former une union . Il a fondé la Hulton Colliery Company en 1858.

## Famille

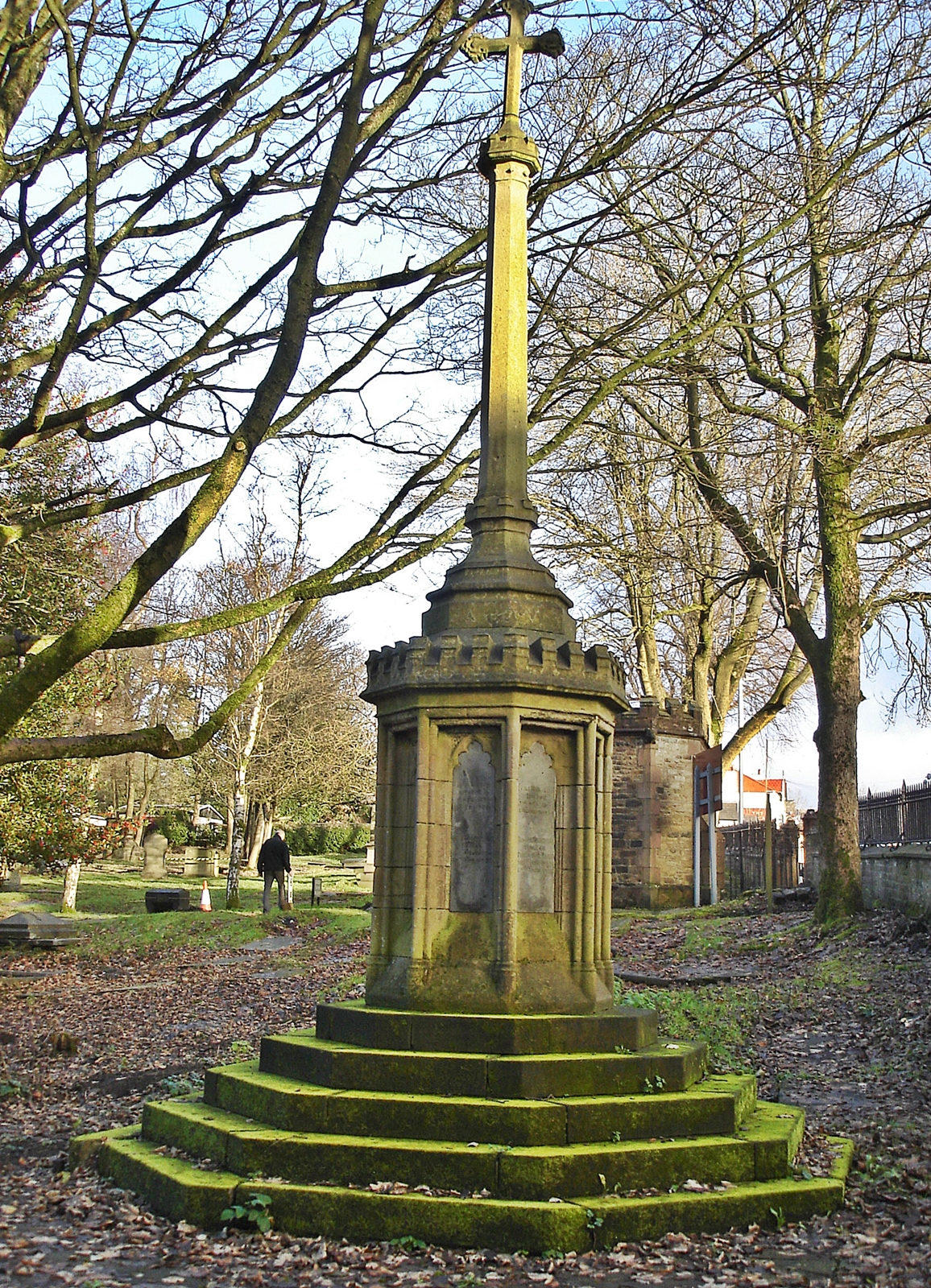
Tombe de la famille Hulton, cimetière de Deane

William et Maria ont au moins 8 fils et 4 filles qui ont survécu à l'enfance: 
1. William Ford Hulton, (19 septembre 1811 - 18 mai 1879)
2. Amelia Marie Hulton, (1815 - 5 février 1871), qui épouse Henry Montagu Villiers, futur évêque de Durham
3. Arthur Hyde Hulton, b. 31 juillet 1816
4. Sophia Frances Anne Hulton, n. 27 octobre 1817
5. Randle Harrington Hulton, n. 23 décembre 1818
6. Frederick Bleythin Hulton, (26 janvier 1820 - 18 septembre 1839)
7. Mary Gertrude Hulton, b. 21 juillet 1821
8. Charles Norleigh Hulton, n. 10 janvier 1823
9. Hugh Thurstain Hulton, n. 10 mars 1824
10. Alfred Lacy Hulton, n. 1er août 1825
11. Emma Louisa Hulton, n. 12 mars 1827
12. Edward Lister Hulton, b. 1828